# Люблинский парк
Любли́нский парк (ранее Люблинский парк культуры и отдыха) — парк в Москве в районах Люблино́ и Текстильщики Юго-Восточного административного округа, является частью рекреационного комплекса «Кузьминки-Люблино». Расположен вокруг Люблинского пруда на реке Чурилихе. Парк состоит из двух частей, разделённых Краснодонской улицей. С северо-востока граничит с Кузьминским лесопарком (граница проходит примерно по крытому Волжскому метромосту Люблинско-Дмитровской линии).
Парк появился в конце XVIII — начале XIX века. Тогда это был пейзажный парк при усадьбе Николая Алексеевича Дурасова.
Парк открыт для посещения круглосуточно (вход бесплатный).

## Объекты на территории парка

### Усадьба Люблино́
Архитектурный ансамбль усадьбы Н. А. Дурасова Люблино состоит из нескольких зданий, построенных в стиле классицизм (Летняя улица, дома 1, 2, 4, 6, 8, 10). Архитектором главного дома считается И. В. Еготов. Помимо главного дома в архитектурный комплекс усадьбы входят два флигеля, здание театра, постройки конного двора и оранжереи.

### Дачный посёлок
Во второй половине XIX в. усадьбу приобрел купец первой гильдии Конон Никонович Голофтеев, при котором расцветает дачная жизнь посёлка. На части территории усадьбы и в окрестных селах постепенно возникают дачи, которые посещают, например, художник Василий Суриков, написавший в этих краях «Меншиков в Берёзове» и Федор Достоевский, работавший здесь над «Преступлением и наказанием». В 1904 году проходит сильнейший ураган, нанесший серьёзный урон усадебным и дачным постройкам.
После революции 1917 года в главном усадебном доме поочерёдно находились школа, клуб железнодорожников, художественные мастерские, общежитие НКВД.
На территории нынешнего парка по Люблинской улице располагалось несколько ныне не сохранившихся улиц — Бородинская (Привольная, Горького), Большая, Напрудная, Карачаровская, Некрасовская.

### Люблинский пруд
Люблинский пруд расположен на границе районов Люблино и Текстильщики в центре парка. Он занимает площадь 12 га; средняя глубина 2,5 м. На северном берегу находится пляж. Купаться в пруду не рекомендуется из-за сильной загрязнённости. Разрешена рыбалка (водятся караси). Периметр набережной пруда составляет 3км.

## Транспорт
На территории парка находятся выходы из станции метро «Волжская».

## Галерея
- Люблинский парк у Люблинского пруда
- Пешеходные дорожки в Люблинском парке
- Спуск к воде в Люблинском парке
- Пруд на территории Люблинского парка
- Набережная Люблинского парка освещена в вечернее время
- Информационные стенды в Люблинском парке
- Вид на набережную Люблинского парка
- Люблинский парк, вид вечером
- Набережная Люблинского пруда со стороны Парка имени Шкулева
- Вид на Люблинский парк зимой
- "Не ходить по льду", Люблинский парк
- Беседка в Люблинском парке
- Общественный туалет в Люблинском парке
- Указатель-карта, Люблинский парк
- Флора, Люблинский парк
- Дорожка со скамейкой, Люблинский парк
- Аллея, Люблинский парк